# Вирден
Вирден (нидерл.  Wierden) — община в провинции Оверэйссел (Нидерланды).

## История
В XIV—XV веках деревня Вирден была местом остановки на основной дороги из Девентера и Зволле в Германию. Большой пруд «в часе ходьбы» отделял Вирден от Алмело. Примерно до 1405 года соединение осуществлялось баржами. Плотина была построена в 1405 году. На дамбе построили новую церковь, которая тогда находилась за пределами центра села. Эта церковь Святого Иоанна в Вирдене была посвящена двум святым, Иоанну Евангелисту и Иоанну Крестителю. Церковь до 1405 года, стоявшая к северу на месте дома нынешнего ткача, была снесена. Соседний старый пасторский участок позже использовался как кладбище. Это нынешнее кладбище на Аппельхофстраат. Старая дорога к старому епископскому городу Оммен и к ганзейскому городу Зволле пролегала мимо старой церкви по старой дороге к Ведерворту. На краю Вирдена в старом центре деревни находился «Хет-Як». Здесь вместе пасли скот. До 1811 года Вирден принадлежал к округу Керинген. В 1811 году Вирден стал центром одноименной общины.

## География
Территория общины занимает 95,39 км². На 1 августа 2020 года в общине проживало 24 474 человека.